# لویز لوکا
لویز لوکا (هلندی: Loes Luca؛ زادهٔ ۱۸ اکتبر ۱۹۵۳) بازیگر تلویزیون، و بازیگر سینما اهل هلند است.
از فیلم‌ها یا برنامه‌های تلویزیونی که وی در آن نقش داشته‌است می‌توان به هابیل اشاره کرد.